# Проспект Острякова (Владивосток)
Проспе́кт Острякова (изначально Северный проспект) — проспект во Владивостоке. Начинается от кольца Инструментального завода, пересекается с Океанским проспектом и заканчивается в районе железной дороги.
Один из трёх первых проспектов во Владивостоке, распланированных в 1900-х годах в рамках расширения города на север (Северный, Центральный и Николаевский проспекты).
Переименован в 1965 году в честь советского лётчика морской авиации, генерал-майора авиации Николая Острякова, который некоторое время служил во Владивостоке замкомандующего ВВС Тихоокеанского флота. 18 сентября 2020 года в сквере имени Острякова на этом проспекте ему был установлен памятник (скульптор Илья Топчий).
На проспекте Острякова расположен главный корпус Тихоокеанского государственного медицинского университета (Острякова, 2), Первореченский рынок (Острякова, 13) и Городская клиническая больница № 1 (Острякова, 27). Также там находится бывшее Первореченское трамвайное депо (год постройки 1917) (Острякова 38) — памятник архитектуры. По адресу Острякова 24 находится дом, в котором жил известный исследователь края и педагог В. Е. Глуздовский — памятник истории.
- Проспект Острякова, начальная часть
- Главный (Административный) корпус ТГМУ. Обновленный в 2010 году фасад здания
- Сквер имени Острякова
- Бывшее Первореченское трамвайное депо (год постройки 1917) по адресу г. Владивосток, Проспект Острякова 38 — памятник архитектуры
- Дом, в котором жил известный исследователь края и педагог В. Е. Глуздовский (Острякова 24) — памятник истории